# ماکیکو تومیتا
ماکیکو تومیتا (انگلیسی: Makiko Tomita؛ زادهٔ ۲ اوت ۱۹۹۱) بازیکن راگبی ۷ نفره زن اهل ژاپن است.
وی همچنین در تیم ملی فوتبال  ژاپن بازی کرده‌است.
وی در مسابقات کشوری و بین‌المللی در مجموع برندهٔ ۱ مدال نقره شده‌است.